# Pornography
Pornography é o quarto álbum de estúdio da banda inglesa de rock The Cure, lançado em 4 de maio de 1982 pela Fiction. Precedido pelo single "Charlotte Sometimes" no ano anterior, Pornography foi o primeiro álbum da banda com um novo produtor, Phil Thornalley, e foi gravado nos estúdios RAK entre janeiro e abril.
Durante as sessões de gravação a banda esteve à beira do colapso com o consumo de álcool e o uso de drogas alucinógenas, divergências entre os seus membros e a depressão do vocalista Robert Smith que alimentou a atmosfera densa e o conteúdo lírico do álbum. Este álbum marca o ápice do período gótico do grupo, que tinha começado com Seventeen Seconds em 1980.
Após o seu lançamento, o baixista Simon Gallup deixou a banda e posteriormente o grupo mudou o seu estilo para um som new wave mais comercial. Pornography foi o seu álbum mais bem sucedido até a data, chegando ao oitavo lugar nas tabelas de vendas do Reino Unido. Pornography é desde então, considerado um dos mais importantes pilares da música gótica. A banda tocou todo o álbum no seu trabalho ao vivo, Trilogy.

## Antecedentes
Após o álbum anterior da banda, Faith de 1981, o single sem álbum "Charlotte Sometimes" foi lançado. O single, em particular seu lado B alucinógeno, "Splintered in Her Head", sugeria o que estava por vir em Pornography.
Nas palavras de Robert Smith, sobre a concepção do álbum: 
Eu tinha duas opções na época, que eram desistir completamente [cometendo suicídio] ou fazer um registro dele e conseguir fora de mim.
 Ele também afirmou que: 
realmente achava que era isso para o grupo. Eu tinha toda a intenção de me despedir. Eu queria fazer o melhor disco 'foda-se tudo!', e depois "assassinar" [a banda].
 Smith estava mentalmente exausto durante esse período de tempo: 
Eu estava em um estado de espírito realmente deprimido entre 1981 e 1982.
 A banda "estava em turnê por cerca de 200 dias por ano e tudo ficou um pouco demais e nunca havia tempo para fazer mais nada".

## Gravação

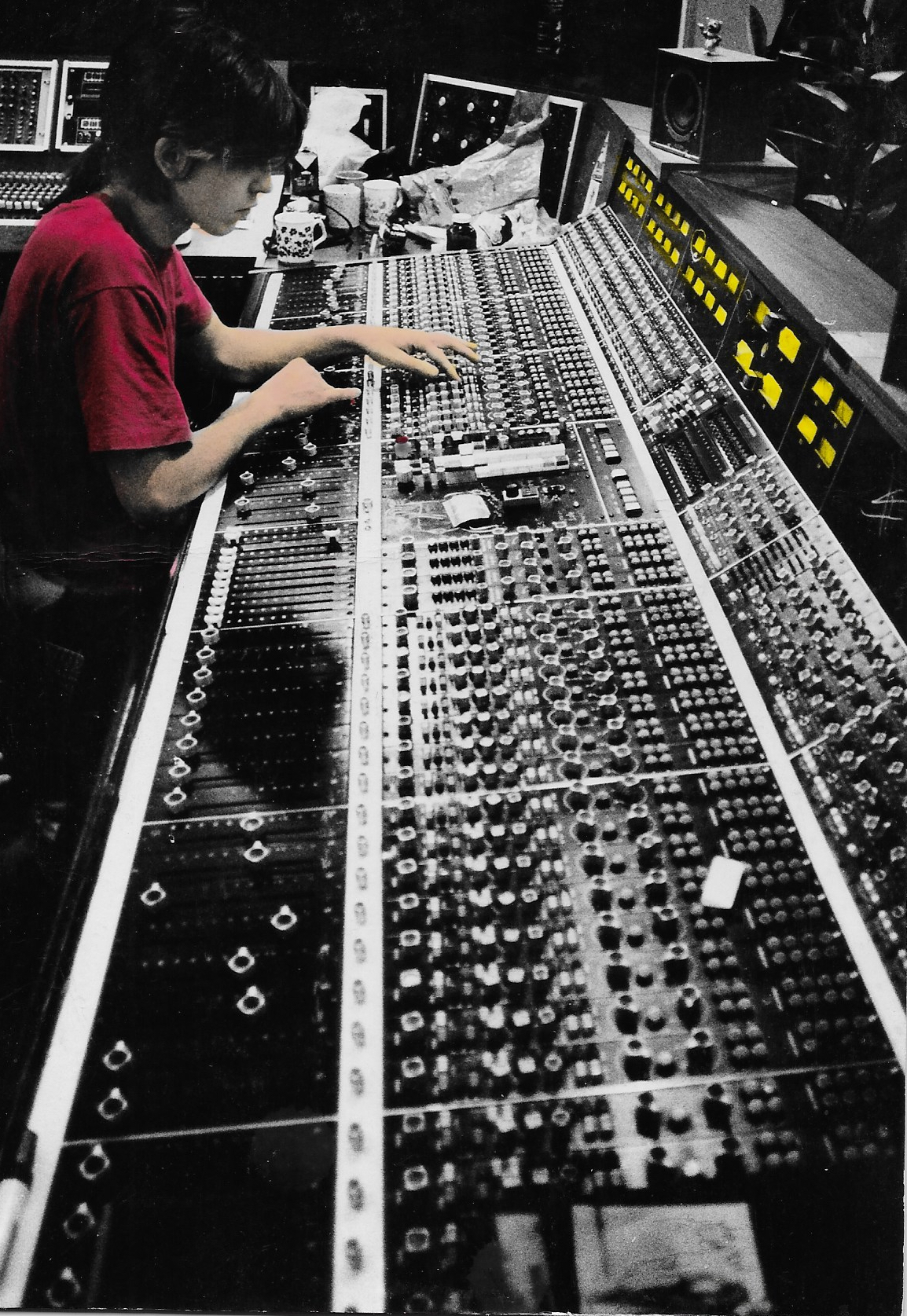
Phil Thornalley produzindo o álbum no RAK Studios, 1982

A banda, Smith em particular, queria fazer o álbum com um produtor diferente de Mike Hedges, que havia produzido Seventeen Seconds e Faith. De acordo com Lol Tolhurst, Smith e Tolhurst se encontraram brevemente com o produtor Conny Plank nos escritórios da Fiction na esperança de que ele produzisse o álbum, já que ambos eram fãs de seu trabalho com Kraftwerk, no entanto, o grupo logo decidiu por Phil Thornalley. Pornography é o último álbum do Cure a apresentar Lol Tolhurst como baterista da banda (posteriormente ele se tornou o tecladista), e também marcou a primeira vez que tocou teclado em um lançamento do Cure. O álbum foi gravado no RAK Studios de Janeiro a abril de 1982.
Nas sessões de gravação do álbum, Smith observou que "havia muitas drogas envolvidas". A banda tomou LSD e bebeu muito álcool, e para economizar dinheiro, eles dormiram no escritório de sua gravadora. Os músicos geralmente apareciam às oito e saíam ao meio-dia parecendo "bastante perturbados". Smith relatou: 
Tínhamos um acordo com a off-licence na estrada, todas as noites eles trariam suprimentos. Decidimos que não iríamos jogar nada fora. Construímos essa montanha de vazios no canto, uma pilha gigantesca de detritos no canto. Ela só cresceu e cresceu.
 De acordo com Tolhurst: 
Nós queríamos fazer o álbum final, intenso. Não me lembro exatamente por que, mas fizemos.
 As sessões de gravação começaram e terminaram em três semanas. Smith observou: 
Na época, perdi todos os amigos que tinha, todos, sem exceção, porque eu era incrivelmente desagradável, terrível, egocêntrico.
 Ele também observou que com o álbum, ele "canalizou todos os elementos autodestrutivos de sua personalidade para fazer algo".

## Estilo e composição
Em relação ao estilo musical do álbum, o crítico do NME Dave Hill escreveu: "A bateria, guitarras, voz e estilo de produção são pressionados escrupulosamente juntos em uma unidade assassina de humor texturizado". Hill descreveu-o ainda como "Phil Spector no Inferno". Trouser Press disse sobre a faixa "A Short Term Effect": Ela "enfatiza a efemeridade com a voz carregada de eco de Smith desacelerando no final de cada frase". Ira Robbins observou que "a música mais próxima do "pop básico" é "A Strange Day" — tem backing vocais overdubs mais um verso delineado e refrão envolto em algumas figuras de guitarra estranhamente consonantes". O jornalista também comentou: "a faixa "Cold" recebe o tratamento denso e completo do gótico", com teclados e sintetizadores emitindo "grandiosos aumentos de graves cavernosos em tom menor". Descrevendo a faixa-título, o escritor Dave McCullough disse que "tenta copiar Cabaret Voltaire", "todos os ruídos tenebrosos e vozes distorcidas de uma fita falha e estremecendo".
Smith disse que "o ponto de referência" para Pornography era o álbum de estréia auto intitulado de Psychedelic Furs, que ele observou que "tinha, tipo, uma densidade de som, realmente poderosa". Smith também citou Siouxsie and the Banshees como "uma grande influência sobre mim [...] Eles foram o grupo que me levou a fazer Pornography".
A arte do álbum traz os três membros da banda na época – Lol Tolhurst, Simon Gallup e Robert Smith como três figuras fantasmagóricas e distorcidas em um fundo vermelho, deixando subentendido a atmosfera que emerge no disco. A Polydor Records, a empresa responsável pela Fiction, ficou inicialmente descontente com o título do álbum, que considerou potencialmente ofensivo.

## Apresentações ao vivo
A banda se apresentou no Reino Unido em abril de 1982. A "NME" considerou que o show "foi muito habilmente implantado: um som nítido de força contundente, um mecanismo de relógio, show de luzes pavloviano, uma variação de luz e sombra na ordem das músicas que constrói a força inflexível da própria Pornography como o clímax". No entanto, o clima no palco não era bom: O jornalista notou que Smith parecia "abatido e cansado" em seu aniversário. Nos bastidores, o relacionamento de Smith com a Gallup estava se deteriorando. Quando a turnê chegou à Europa, a tensão era tão grande entre os dois músicos que eles brigaram depois de um show em Estrasburgo. Tolhurst descobriu no dia seguinte que seus dois parceiros "tinham ambos voltado para a Inglaterra". Em casa, Smith ouviu seu pai lhe dizendo: "Volte para a turnê! As pessoas compraram ingressos!" Depois de mais duas semanas de turnê, a banda fez seu último show em Bruxelas. Mais tarde, Tolhurst relatou: "Lembro-me de estar sentado no camarim pensando, 'oh bem, esse é o fim da banda, então' [...] fui para a França um pouco. Acho que fugi da realidade do Cure". De volta à Inglaterra, Smith descansou com um mês de férias de acampamento no Lake District para "se desintoxicar".

## Lançamento e recepção
Pornography foi lançado em 3 de maio de 1982. O álbum estreou e alcançou a 8ª posição no UK Albums Chart, permanecendo no gráfico por nove semanas. O proprietário da Fiction Chris Parry achou "The Hanging Garden" o único potencial single do álbum, e depois de ser "polido" por Thornalley e Smith, foi lançado como single em 12 de julho, alcançando o 32ª na UK Singles Chart.
Apesar do desempenho comercial do álbum, Pornography não foi bem recebido pela maioria dos críticos de música após seu lançamento. O revisor do NME Dave Hill foi ambivalente em relação ao álbum, escrevendo que enquanto ele achou a letra "cansadamente auto-analítica", o álbum "retrata e desfila sua moeda de futilidade exposta e medo totalmente nu com tão poucas distrações ou adornos, e tão pouco senso de vergonha. Realmente se acumula. Os Cure se dedicaram a capturar uma coleção relacionada dos mais puros sentimentos endêmicos de sua idade, e mantê-los bem no local em sua intangível, não especificada, forma incontrolável e mais desagradavelmente real." Adam Sweeting da Melody Maker escreveu: "O álbum é ladeira abaixo todo o caminho, sombrio e cada vez mais escuro... passando por arcos frios de mármore até o encontro final com o conforto frio da laje". Dave McCullough da Sounds sentiu que Robert Smith parece trancado em si mesmo, um pesadelo em espiral que deixa The Cure fazendo uma música pomposa isto é, quando tudo está dito e feito, secamente sem sentido". Robert Christgau, escrevendo em The Village Voice, ridicularizou a melancolia de Smith: "Alegre-se; olhe pelo lado bom. Você tem o seu contrato, certo? E seus sintetizadores, aposto que você vai se divertir com eles. Acredite, garoto, vai passar." O crítico da Rolling Stone J. D. Considine comentou que a letra parece "presa no mal-estar terminal de existencialismo adolescente", concluindo, "Pornography sai como o equivalente auditivo de uma dor de dente ruim. Não é a dor que irrita, é o embotamento persistente". Charles McCardell da Trouser Press', por outro lado, descobriu que The Cure "impõe uma ordem que à primeira vista parece contrária aos preconceitos básicos do rock 'n' roll" - observando que "para eles, as letras são tudo" e que os instrumentos haviam sido relegados a "meramente criar atmosfera" - e saudando Pornography como um trabalho "intransigente e desafiador".

## Legado
Durante o período de Pornography, a banda, em especial Robert Smith, começaram a desenvolver suas imagens de marca – cabelos desgrenhados e maquiagens borradas. Smith aplicou batom vermelho espalhando ao redor dos olhos e boca. Sob as luzes do palco, o batom derretia, fazendo parecer, como Smith disse mais tarde, "como se tivéssemos levado um soco na cara". Era para simbolizar a violência e a densidade do material.
Em 2004, Jaime Gill do BBC Music destacou a "profundidade sonora e pura convicção implacável" do álbum com elogios, acrescentando que sem essas qualidades, seu "desespero e misantropia extraordinária seria risível". A revista Uncut chamou Pornography de "uma obra-prima de auto-aversão claustrofóbica."
Em 2000, Pornography foi eleito o número 183 na lista de Colin Larkin All Time Top 1000 Albums. Em 2005 a revista Spin citou o álbum como "um ponto alto da evolução musical do gótico". A publicação online Slant Magazine listou o álbum no 79º lugar na lista dos melhores álbuns da década de 1980. O crítico Stewart Mason também descreveu o disco como "um dos principais álbuns de rock gótico dos anos 80".
Em 2017, a banda de metalcore Damnation A.D. lançou uma versão cover de todo o álbum. A banda de rock Xiu Xiu e Chelsea Wolfe fizeram um cover de "One Hundred Years" no álbum de 2021 Oh No.

## Faixas
Todas as músicas por Simon Gallup, Robert Smith e Laurence Tolhurst.

### Edição original de 1982
1. "One Hundred Years"  – 6:40
2. "A Short Term Effect"  – 4:22
3. "The Hanging Garden"  – 4:33
4. "Siamese Twins"  – 5:29
5. "The Figurehead"  – 6:15
6. "A Strange Day"  – 5:04
7. "Cold"  – 4:26
8. "Pornography"  – 6:27

### 2005 "Deluxe Edition"

#### CD1
álbum original, como acima

#### CD2: Raridades 1981-1982
1. "Break" (group home demo)
2. "Demise" (studio demo)
3. "Temptation" (studio demo)
4. "The Figurehead" (studio demo)
5. "The Hanging Garden" (studio demo)
6. "One Hundred Years" (studio demo)
7. "Airlock: The Soundtrack"
8. "Cold" (live)
9. "A Strange Day" (live)
10. "Pornography" (live)
11. "All Mine" (live)
12. "A Short Term Effect" (live)
13. "Siamese Twins" (live)
14. "Temptation Two" (aka LGTB) (RS studio demo)

## Créditos
- Robert Smith - vocal, guitarra, teclados ("One Hundred Years", "The Hanging Garden", "Cold", "Pornography")
- Simon Gallup - baixo, teclados, sintetizador ("A Strange Day", "Cold", "Pornography")
- Laurence Tolhurst - Bateria, teclados ("One Hundred Years")